# Hotel Denouement
El Hotel Denouement es un hotel ficticio en la serie de novelas de Lemony Snicket, A Series of Unfortunate Events. El hotel es "el último lugar seguro" de V.F.D.. Es un edificio grande organizado de la misma forma que una biblioteca, por el Sistema decimal de Dewey (Dewey Decimal System). El hotel pertenece a tres idénticos hermanos trillizos, Frank, Ernest y Dewey Denouement, este último permanece escondido en las sombras.
El Hotel consiste de 10 pisos, organizado concorde al sistema, desde el sótano hasta el salón del tejado (no están organizados numéricamente). Las referencias de la página utilizadas se refieren a la novela El penúltimo peligro. Hay varias referencias sobre las diversas habitaciones en la novela, que se catalogan parcialmente en la siguiente lista. Observen que la lista no es exhaustiva, pues Lemony Snicket hace referencia a algunas otras habitaciones al principio del Capítulo 7 (pp. 151-153).

## Lista de pisos, números de habitación, acontecimientos significativos y referencias de página.
Observar: Las palabras en letra cursiva que sigue el número de habitación indican lo que en realidad significa el número en el Sistema Decimal de Dewey. .
- Sótano. Información y trabajos generales
- 000 Información de la informática y trabajos generales: Cuartos de los empleados.(p.65)

- 025 Operaciones de la biblioteca: Lavandería. (p.144). Lugar donde falsamente se dijo que se encontraba el infame azucarero pero sigue siendo significativo puesto que en él se guardaban químicos altamente flamables que fueron utilizados para provocar el incendio en el Hotel Denouement.

- Primer Piso: "dedicado a la filosofía y psicología" (p.63)
- 101 Teoría de la Filosofía: Recepción. (p.63)

- 118 Fuerza y Energía: Elevadores.

- 121 Epistemología: Pequeño, armario a la vista. (p.94). Dentro de este armario se encuentran cuatro cosas importantes. Lo primero, el arpón, y lo último - los huérfanos Baudelaire.

- 128 Raza Humana: Bar. (p.56)

- 135 Sueños y Misterios: Sofás de pasillos. (p.63)

- 165 Errores y fuentes de error: Cámara de aislamiento impermanente del Conde Olaf. (p.260)

- 168 Argumentos y persuasiones: Kiosco de periódicos. (p.60)

- 174 Éticas ocupacionales: Ocupado por un banquero, probablemente el Sr. Poe (p.152)
- 175 Éticas de Recreación y ocio : Escritorio del Vigilante. (p.57)

- 178 Éticas de consumo: Cafetería. (p.152)

A
- Segundo Piso: "para religion", características " una iglesia, una catedral, una capilla, una sinagoga, una mezquita, a templo, a relicario, una cancha de shuffleboard..." (p.63)
- 296 Judaísmo: "Un rabino algo irritante". (p.63) Este "Rabino" en realidad es un voluntario. (p.152)

- Tercer Piso: "las ciencias sociales", incluyen "salones de baile y salas de reunión" (p.64)
- 371 Escuelas y sus actividades, educación especial : Huéspedes educativos. (p.67). El Subdirector Nerón, el Sr. Remora, y Sra. Bass se hóspedan en este piso.

- Cuarto Piso: "dedicado a los lenguajes" (p.64) para huéspedes extranjeros.
- 469 Portugués: Huéspedes portugueses. (p.67)

- Quinto Piso: "dedicado a las Matemáticas y a las Ciencias" (p.64)
- 547 Química Organíca (p.114)

- 594 Moluscos y molluscoids (debe ser un error, los pescados son clasificados bajo el número 597 para los vertebrados y pescados de sangre fría): Tanques de pescados tropicales. Probablemente de la ciencia dedicada a estudiar animales acuáticos (Biología marina).

- Sexto Piso: "dedicado a la tecnología" (p.64)
- 613 Promoción de la salud, y salud y seguridad personal: Sauna. (p.64)

- 674 Proceso de talado, productos de madera y corchos: Asociados en la industria del talado. Proceso de Talado o Productos de Madera (p.67). El Señor y Charles se hospedan en este piso y utilizan su sauna. Este piso tiene cierta importancia en El penúltimo peligro debido a que en este piso Frank o Ernest le dan a Klaus Baudelaireun pájaro de papel para que lo cuelge por fuera de la ventana del sauna.

- 697 Calefacción, ventilación y aire acondicionado: Controles de Calefacción, ventilación, y aire acondicionado. (p.64)

- Séptimo Piso: "Representa el Arte" (p.64)
- 786 Teclado y otros instrumentos musicales: Instrumentos musicales de acordeón. (p.114)
- 792 Presentación en escenario: Un teatro. (p.64)

- Octavo Piso: "reservado para huéspedes retóricos" (p.62)
- 831 Poesía Alemana: Poetas Alemanes. (p.62)

- Noveno Piso. historia y geografía
- 954 Asia del Sur, India: restaurante Indio. Dirigido por Hal. (p.129)

- 999 Mundos extraterrestres: Observatorio de astronomía. (p.65)

- Salón del Tejado.
- Esta sección del Hotel es una de las más significativas. Violet encuentra en el tejado a Esmé Sordidez, a Carmelita Polainas, y a la reportera del Diario Punctilio, Geraldine. Más adelante en la novela, los hermanos se encuentran en el tejado del Hotel con el conde Olaf. Poco después los niños escapan junto con él en su barco - desafortunadamente, ellos abandonaron a su querida pero poco útil juez Strauss debido a que supuestamente murió junto con otras personas en el terrible incendio del Hotel Denouement.

Las palabras "HOTEL DENOUEMENT" y "ENTRADA" en la parte del frente del hotel, al igual que los números de los pisos, esta escritos en escritura especular. Hay una razón de esto: el hotel se encuentra justo frente a un estanque de agua, y lo que parece ser el reflejo del hotel en el estanque es en realidad el último lugar seguro, el cual contiene muchos secretos sobre V.F.D., información sobre cada persona involucrada o familiarizada con V.F.D. El estanque también sirve como señal de V.F.D que le muestra a Dewey y a Frank que los voluntarios vienen en camino. El Hotel fue hecho con madera del Aserradero de la Suerte
Al final de El penúltimo peligro, Sunny Baudelaire incendió el Hotel Denouement usando el humo como señal para los miembros de V.F.D. advirtiéndoles que la reunión del jueves fue cancelada, debido a que el último lugar seguro ya no era seguro. Sin embargo, Lemony Snicket menciona que el verdadero lugar seguro sí era seguro y nunca fue encontrado por el enemigo.
- Datos: Q5903356